# Juan Logar
Juan Logar (nom artístic de Juan López García, 1934) és un actor de doblatge i director de cinema espanyol.
Va ser actor de teatre de ben jovenet en la dècada de 1940, actuant a 'Sor Angélica o Los granujas, i va formar de l'equip d'algunes pel·lícules rodades per Ignasi F. Iquino o Llorenç Llobet-Gràcia. En la dècada de 1950 va entrar a formar part de l'equip de Radio Nacional de España i a fer d'actor de doblatge als Estudios Fono España posant veu a Jerry Lewis o Benny Hill.
En la dècada del 1960 va fundar la productora Logar PC. El 1965 va debutar com a guionista i director de cinema amb el curtmetratge Las vidas que tú no conoces. Després dirigiria algunes pel·lícules del gènere fantaterror com Trasplante de un cerebro (1970) o Autopsia (1973), que van rebre alguns premis. No tornaria a dirigir fins 1981, quan va fer la pel·lícula juvenil Quiero soñar. El 2013 tornaria a la direcció amb la comèdia Aún hay tiempo, protagonitzada per ell mateix amb Ramón Langa i María Kosti.

## Filmografia
- Las vidas que tú no conoces (Curtmetratge, 1965)
- El perfil de satanás (1969)
- Trasplante de un cerebro (1970)
- Fieras sin jaula (1971)
- Autopsia (1973)
- Quiero soñar (1981)
- Aún hay tiempo (2013)

## Premis
- Premis del Sindicat Nacional de l'Espectacle de 1970: Premi al millor actor (Simó Andreu) per Trasplante de un cerebro[3]
- Premis del Sindicat Nacional de l'Espectacle de 1973: Segon premi a la millor pel·lícula per Autopsia.[4]